# Jodfat
Jodfat (hebr. יודפת; ang. Yodfat) – moszaw położony w Samorządzie Regionu Misgaw, w Dystrykcie Północnym, w Izraelu.

## Położenie
Moszaw Jodfat jest położony na wysokości 446 metrów n.p.m. w środkowej części Dolnej Galilei na północy Izraela. Leży na grzbiecie górskim Gór Jatwat (ok. 500 m n.p.m.), który oddziela położoną na północy Dolinę Sachnin od położonej na południu Doliny Bejt Netofa. Na wschód od osady wznosi się góra Har HaSz'avi (534 m n.p.m.), a na południu Har Acmon (547 m n.p.m.). Na południowym wschodzie teren stromo opada do wadi strumienia Jodfat, który spływa do Doliny Bejt Netofa. Na północnym zachodzie teren łagodnie opada do wadi strumienia Sefev, spływającego do Doliny Sachnin. Okoliczne wzgórza są częściowo zalesione. W otoczeniu moszawu Jodfat znajdują się miasto Sachnin, miejscowości Arraba, Bu’ejne Nudżejdat, Kefar Maneda i Kaukab Abu al-Hidża, wsie komunalne Rakefet, Juwalim, Awtaljon i Koranit, oraz wsie arabskie Uzajr, Rummana i Rummat al-Hajb. Na północny wschód od moszawu znajduje się ściśle tajna baza wojskowa Jodfat, w której prawdopodobnie odbywa się montaż i demontaż izraelskiej broni jądrowej.
Jodfat jest położony w Samorządzie Regionu Misgaw, w Poddystrykcie Akka, w Dystrykcie Północnym Izraela.

## Demografia
Stałymi mieszkańcami moszawu są wyłącznie Żydzi. Tutejsza populacja jest świecka:

Źródło danych: Central Bureau of Statistics.

## Historia

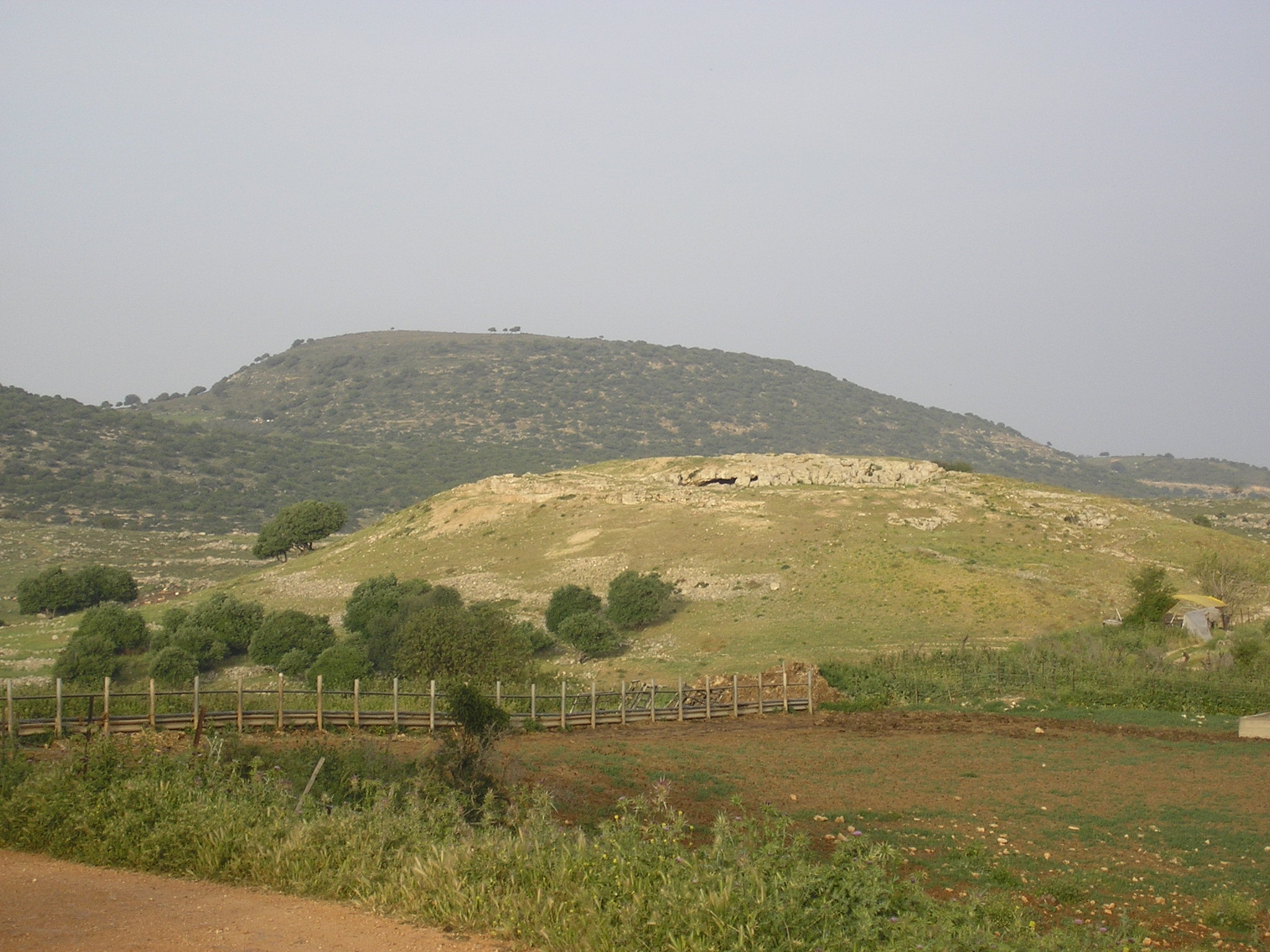
Wzgórze Tel Jodfat z ruinami miasta Jotapata

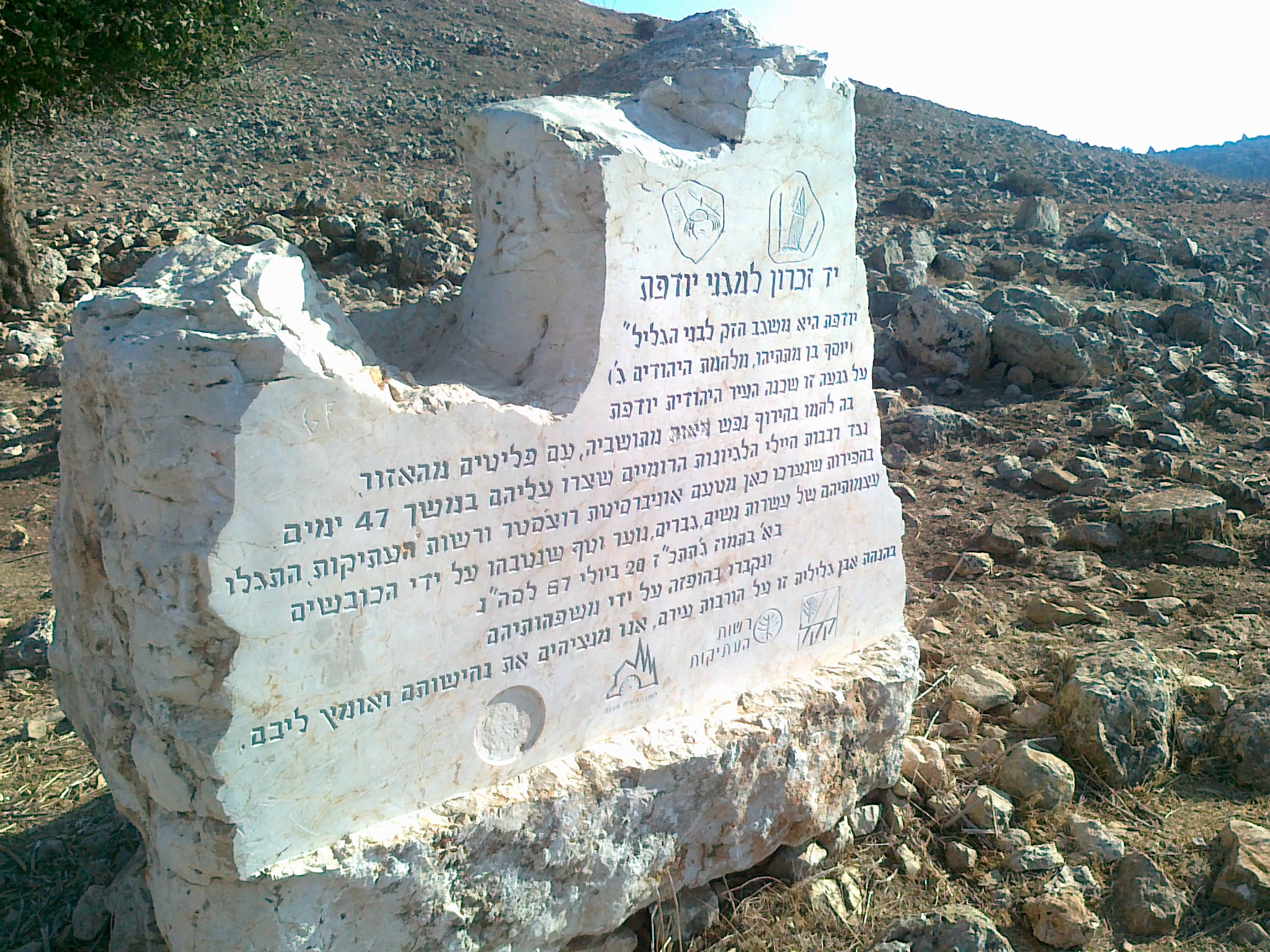
Pomnik obrońców oblężonej Jotopaty

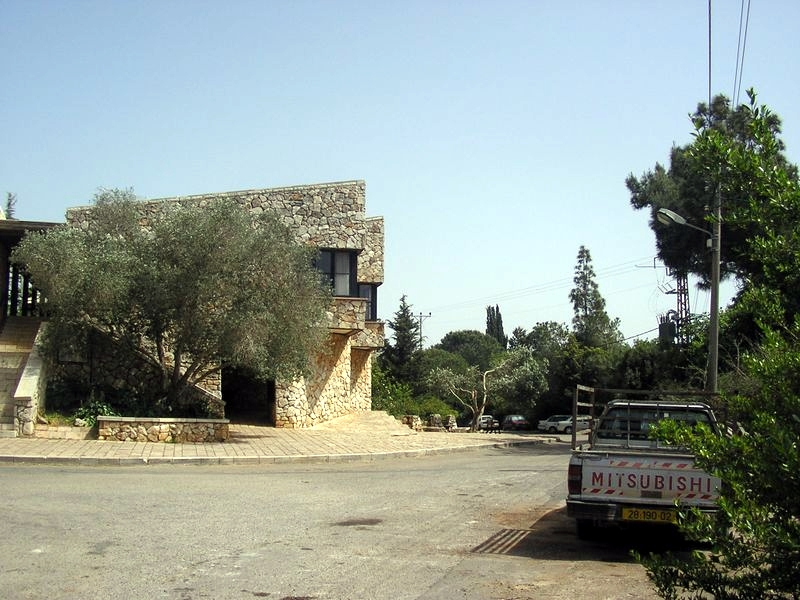
Jadalnia w moszawie Jodfat

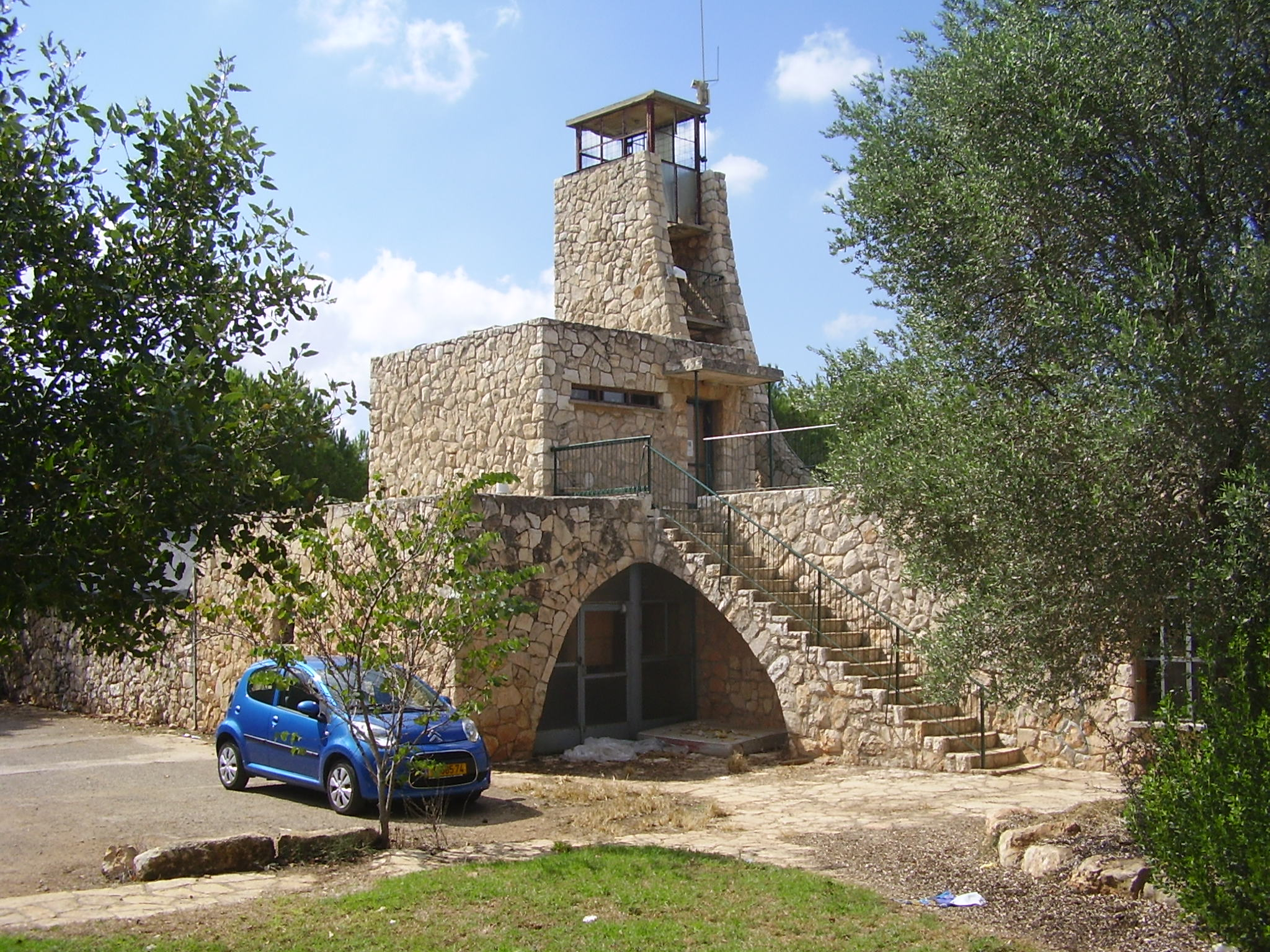
Wieża obserwacyjna w moszawie Jodfat

Na południe od dzisiejszego moszawu jest położone wzgórze Tel Jodfat (hebr. יוֹדְפַת), na którym odnaleziono ślady osadnictwa z późnej epoki brązu. Według Biblii, z tutejszego miasta Jotba, pochodziła Meszulemet, matka króla judzkiego Amona. W okresie hellenistycznym miasto nazywało się Jotapata. Podczas wojny żydowsko-rzymskiej (66–73) zostało wybrane jako ważny ośrodek obrony przed Rzymianami. Topograficzne położenie miasta ułatwiało budowę fortyfikacji. Było ono otoczone z trzech stron głębokimi wąwozami, które umożliwiały dostęp tylko od północy. Latem 67 roku doszło do oblężenia Jotopaty. Na czele 60 tys. rzymskich żołnierzy (legiony: Legio IV Macedonica, Legio X Fretensis i Legio XV Apollinaris) stał Wespazjan. Miasta bronił silny oddział powstańczy na czele którego stał żydowski wódz Galilei Józef Flawiusz. Podczas regularnego oblężenia Rzymianie używali katapulty i tarany, dzięki którym zdołali dokonać wyłomu w murach obronnych, ale nie zdołali wedrzeć się do środka miasta. Po 47 dniach oblężenia do obozu rzymskiego zgłosił się zdrajca żydowski, który wskazał Wespazjanowi dogodną porę i miejsce ataku. Rzymianie wdarli się przed świtem na mury i zdobyli miasto. Wymordowano 40 tys. Żydów, biorąc do niewoli zaledwie 1200 osób. Kilkadziesiąt lat po wojnie miasto odbudowano po północno-zachodniej stronie wzgórza. Po upadku w 135 roku powstania Bar-Kochby osiedliła się tutaj kapłańska rodzina Mijjamin. Miasto było zamieszkane do czasów bizantyjskich. Później obszar ten pozostawał opuszczony. W wyniku I wojny światowej w 1918 roku cała Palestyna przeszła pod panowanie Brytyjczyków, którzy utworzyli Mandat Palestyny. Przyjęta 29 listopada 1947 roku Rezolucja Zgromadzenia Ogólnego ONZ nr 181 przyznała te tereny państwu arabskiemu. Podczas wojny domowej w Mandacie Palestyny w 1948 roku w tym rejonie działały siły Arabskiej Armii Wyzwoleńczej, które paraliżowały żydowską komunikację w całej Galilei. Podczas I wojny izraelsko-arabskiej w październiku 1948 roku Izraelczycy przeprowadzili operację „Hiram”, w trakcie której przejęli kontrolę nad całą Galileą. Po wojnie, okoliczny obszar był zdominowany przez ludność arabską. Dążąc do zmian demograficznych władze izraelskie przystąpiły do tworzenia pasa osiedli żydowskich. W ten sposób w 1960 roku został założony moszaw Jodfat. Początkowo była to paramilitarna placówka będąca częścią programu Nachal, w którym mieszkańcy osiedli łączyli pracę rolniczą ze służbą wojskową. W skład grupy założycielskiej weszli absolwenci szkół z Hajfy, którzy pragnęli żyć w harmonii z naturą. Później dołączyli do nich imigranci ze Stanów Zjednoczonych, Kanady i Wielkiej Brytanii. Na początku XXI wieku moszaw przeszedł proces częściowej prywatyzacji. Istnieją plany jego dalszej rozbudowy.

### Nazwa
Nazwa moszawu odnosi się do starożytnego miasta Jotapata.

## Edukacja
Moszaw utrzymuje przedszkole. Starsze dzieci są dowożone do szkoły podstawowej we wsi Gilon.

## Kultura i sport
W moszawie znajduje się ośrodek kultury z biblioteką. Z obiektów sportowych jest basen pływacki, boisko do koszykówki oraz sala sportowa z siłownią.

## Infrastruktura
W moszawie jest przychodnia zdrowia, synagoga, sklep wielobranżowy i warsztat mechaniczny.

## Turystyka
Z moszawu rozciąga się panorama na okoliczne wzgórza, między którymi wytyczono szlaki turystyczne do wędrówek pieszych i jazdy rowerowej. Dużą atrakcją jest wzgórze Tel Jodfat z ruinami miasta Jotapata. W moszawie jest także ogród zoologiczny z odtworzonym naturalnym siedliskiem małpiatek.

## Gospodarka
Gospodarka moszawu opiera się na rolnictwie ekologicznym. Od 1968 roku rozwija się hodowlę kwiatów w szklarniach. Są tutaj tworzone różne nowe hybrydy kwiatów, w tym cyklamen perski. Kwiaty stąd trafiają na rynki zbytu na całym świecie. Jest tu także hodowla kóz z zakładem produkującym sery, oraz winnica. Część mieszkańców dojeżdża do pracy w pobliskich strefach przemysłowych.

## Transport
Z moszawu wyjeżdża się na północny wschód na drogę nr 7955, którą jadąc na wschód dojeżdża się do wsi Awtaljon, lub jadąc na zachód do skrzyżowania z drogą nr 784. Jadąc nią na północ dociera się do wsi Rakefet i skrzyżowania z drogą nr 805 przy mieście Sachnin, lub jadąc na południowy zachód dociera się do skrzyżowania z drogą nr 7933 (prowadzi na północny zachód do wsi Koranit) i dalej do miejscowości Kaukab Abu al-Hidża.